# Oxenberg & Bernstein
Oxenberg & Bernstein ist ein im Jahr 2018 im Paul Zsolnay Verlag Wien erschienener Roman von Cătălin Mihuleac in der Übersetzung von Ernest Wichner. Die Originalausgabe wurde erstmals unter dem Titel America de peste pogrom im Jahr 2014 veröffentlicht. Die deutsche Veröffentlichung des Buches wurde durch das literarische Netzwerk TRADUKI und das Programm TPS des Rumänischen Kulturinstituts Bukarest gefördert.

## Inhalt
Oxenberg & Bernstein folgt zwei Erzählsträngen, die sich kapitelweise abwechseln und schließlich zusammenführen.
Im ersten Erzählstrang folgt der Leser der Geschichte von Sânziana Stipiuc. Die Buchhalterin eines großen Kaufhauses bekommt von ihrem Chef einen Tag frei, um sich der amerikanischen, sehr exzentrischen, Jüdin Dora Bernstein und ihrem Sohn Ben anzunehmen und ihnen die Stadt Iaşi zu zeigen. Dora nennt Sânziana von Anfang an Suzy, Ben macht der Amerikanerin Avancen und versucht, sie durch seinen derben Humor für sich zu begeistern. Schließlich macht Ben ihr einen Heiratsantrag, den Suzy annimmt. Kurz darauf bieten Ben und Dora Suzy eine Anstellung in der familieneigenen Firma „Bernstein Vintage Ltd.“, die Waren nach Rumänien exportieren möchten. Dieses Angebot nimmt Suzy an und zieht mit ihrem neuen Ehemann und seiner Mutter nach Amerika. Anfangs ist ihr das Geschäft mit Secondhand- und Vintage-Artikeln fremd. Sie entwickelt jedoch schnell ein Gespür für den Geschmack der Kunden. Suzy hat ein Talent für den Handel, wird zügig in die Firma und die Familie integriert, bekommt zwei Kinder mit Ben und eigene Handelspartner in Asien. Suzy beschließt zum Judentum zu konvertieren und zeigt sich hierbei sehr engagiert. Ebenso engagiert zeigt sie sich in der Suche nach den Wurzeln der Familie Bernstein. Es kommt ans Licht, dass Mitglieder der Familie die Flucht vor dem Todeszug in Iaşi in die Vereinigten Staaten gelungen ist.
Parallel verläuft die Geschichte der Familie Oxenberg, die als reiche jüdische Familie einen guten Stand in der Iașier Gesellschaft der 1920er und 1930er Jahre hatte. Der Vater Jacques Oxenberg ist Gynäkologe, auf den Kaiserschnitt spezialisiert und gilt in diesem Gebiet als einer der Besten. Seine schöne Frau Roza steht Modell für Zigarettenwerbung, hat jedoch auch einen Universitätsabschluss in Literaturwissenschaft vorzuweisen. Die beiden Kinder Golda und Lev werden als gut erzogen und gebildet wahrgenommen. Bei Lev stellt sich bereits früh ein Talent für den Handel heraus. Die ursprünglich positive Einstellung im Ort gegenüber der Familie schlägt jedoch um. Die Empfehlungen für die Praxis des Vaters werden weniger, Roza wird eine Affäre unterstellt, und Lev muss die Uni verlassen, weil er Jude ist. Anfangs nimmt die Familie den Judenhass als Modeerscheinung wahr und verdrängt das Verhalten ihres Umfelds. Bereits schnell wird der Schrecken jedoch real, Jacques und Lev fallen dem Pogrom zum Opfer, Roza wird brutal vergewaltigt und fällt ebenso dem Pogrom zum Opfer.
Darauf stößt auch Suzy bei ihren Nachforschungen und stellt fest, dass Golda, die Tochter der Oxenbergs, überlebte und sich in einem Spital in Wien verstecken konnte. Hier hat sie einen amerikanischen Soldaten kennen und lieben gelernt und die Chance bekommen, mit ihm zu fliehen. Suzy fliegt unter einem Vorwand nach Wien, um dort weiter zu forschen. Dora folgt ihr, und die beiden Erzählstränge kommen zusammen. Dora zeigt ihrer Schwiegertochter ihr Haus in der Coblenzgasse in Wien und gesteht ihr, dass sie selbst aus Iaşi stammt und es sich bei ihr, Dora Oxenberg, eigentlich um Golda Bernstein handelt. Ihren Namen und ihre rumänische Identität hatte sie zurückgelassen, um in Amerika ein neues Leben beginnen zu können. Bei dem mysteriösen amerikanischen Soldaten, der Golda die Flucht ermöglicht hatte und ihr die Möglichkeit gab, als Dora ein neues Leben zu beginnen, handelt es sich um ihren Ehemann Joe, welcher kurz zuvor im Roman verstirbt. Durch ihr Nähtalenten konnte Dora in der Modebranche Fuß fasseh, und Joe hat ihre geholfen, ihre eigene Firma zu gründen. Am Ende des Romans kehrt Suzy zu ihrem Mann und ihren Kindern zurück, der weitere Verlauf ihres Lebens bleibt unbekannt.

## Hintergrund
Das Buch entstand vor dem Hintergrund, dass Mihuleac die Aufarbeitung und Auseinandersetzung mit den extrem brutalen Pogromen in Iaşi vom 29. Juni 1941 vorantreiben möchte. Er möchte durch seine teils ironische und derbe Art und Weise Denkanstöße geben und den Leser mit diesem unangenehmen Thema konfrontieren, um das Maß des Antisemitismus seit den 1920ern greifbar und vorstellbar zu machen und in den Fokus der heutigen Gesellschaft zu rücken.
„Bis heute wird in Rumänien nur widerwillig eingeräumt, dass für das Massaker rumänische Polizisten, Soldaten und Paramilitärs verantwortlich waren, unter aktiver Beteiligung der Zivilbevölkerung und unter Aufsicht der deutschen Wehrmacht.“
Mihulec selbst sagt zum Hintergrund seines Buches: „Ich wollte kein spannendes Buch schreiben, sondern ein Buch, das schockiert, das dich als Autor auffrisst und deine strategischen Empathiereserven aufbraucht. Andernfalls lauert das Scheitern auf Schritt und Tritt.“

## Rezeption
„In Rumänien war Mihuleacs Roman bei seinem Erscheinen 2014 wegen seines Tabubruchs heftig umstritten: Einerseits war der Roman ein Verkaufserfolg, andererseits wurde er angefeindet und zum Teil auch boykottiert, nicht nur, weil er mit der bequemen Geschichtslüge von der alleinigen Schuld der Wehrmacht am Massenmord aufräumte, sondern auch wegen seines provokanten, flapsigen Erzähltons.“
„Andreas Platthaus überwindet alle Zweifel angesichts der frivol-flapsigen Sprache in Catalin Mihuleacs Roman über zwei jüdische Familien, die den Pogromen in Rumänien 1941 zum Opfer fallen. Das Unerträgliche weicht schließlich einem Verständnis für den humorvollen, burlesken Ton im Angesicht des Schreckens, und der Roman beschenkt Platthaus mit einer unvergesslichen Auseinandersetzung mit der Geschichte und mit einer Anschaulichkeit, die er nur von den ganz Großen kennt, Primo Levi, Imre Kertesz, Jean Améry und Robert Antelme.“ – Frankfurter Allgemeine Zeitung, 20. Februar 2018
„Das Wort «brillant» ist nicht zu hoch gegriffen, denn der Roman – ein ironisch-burleskes Dauerfeuerwerk – reizt die Sprache auf Biegen und Brechen aus, forciert sie zu Ulk, Witz und greller Übertreibung, auch dort, wo ein ruhiger Tonfall weit angemessener wäre.“
„Ironie und Frivolität, beißende Kritik an den USA wie an Rumänien amalgamiert der Autor zu einem gerade für Deutsche tief bewegenden Versuch über den Holocaust.“ Katrin Hillgruber, Der Tagesspiegel, 14. März 18
„'Oxenberg & Bernstein' bewährt sich als bewegtes Drama, anrührende Tragödie, unterkühltes Melodram, ironische Märchengeschichte.“ Alfred Pfoser, Falter, 14. März 2018
„Das geht unter die Hand, weil Mihuleac überzeugende ästhetische Mittel gewählt hat: Er treibt den Sarkasmus an seine Grenze, lässt das Schlimmste zu blutiger Groteske und erzählerischer Halluzination werden“. Jan Koneffke, Berliner Zeitung, 10. März 2018
„Ein besseres Buch werden Sie in diesem Jahr nicht lesen. Es stimmt einfach alles, jede Person, jeder Satz, jedes Wort. Catalin Mihuleac hat ein Meisterwerk verfasst.“ Gabriel Rath, Die Presse, 28. Januar 2018

## Textausgaben
- Oxenberg & Bernstein. Übers. aus dem Rumänischen von Ernest Wichner. Zsolnay, Wien 2018, ISBN 978-3-55205883-5.